# Sri-lankische Frauen-Cricket-Nationalmannschaft in Neuseeland in der Saison 2024/25
Die Tour der sri-lankischen Frauen-Cricket-Nationalmannschaft nach Neuseeland in der Saison 2024/25 fand vom 4. bis zum 18. März 2025 statt. Die internationale Cricket-Tour war Bestandteil der Internationalen Cricket-Saison 2024/25 und umfasste drei WODIs und drei WTwenty20s. Neuseeland gewann die WODI-Serie mit 3−0, während die Twenty20-Serie 1–1 unentschieden endete.

## Vorgeschichte
Neuseeland spielte zuvor eine Tour gegen Australien, Sri Lanka nahm an der ICC Women’s T20 World Cup 2024 teil. Das letzte Aufeinandertreffen der beiden Mannschaften bei einer Tour fand in der Saison 2023 in Sri Lanka statt.

## Stadien
Die folgenden Stadien wurden für die Tour als Austragungsort vorgesehen.
| Stadion         | Stadt        | Kapazität | Spiele       |
| --------------- | ------------ | --------- | ------------ |
| Hagley Oval     | Christchurch | 20.000    | 1. & 2. WT20 |
| University Oval | Dunedin      | 06.000    | 3. WT20      |
| McLean Park     | Napier       | 22.500    | 1. WODI      |
| Saxton Oval     | Nelson       | 06.000    | 2. & 3. WODI |

## Kaderlisten
Sri Lanka benannte seine Kader am 17. Februar 2025.
Neuseeland benannte seine Kader am 24. Februar 2025.
| WODI | WODI | WTwenty20 | WTwenty20 |
| Neuseeland | Sri Lanka | Neuseeland | Sri Lanka |
| --- | --- | --- | --- |
| - Suzie Bates (K) - Emma Black - Eden Carson - Lauren Down - Izzy Gaze (wk) - Maddy Green - Brooke Halliday - Bree Illing - Polly Inglis (wk) - Bella James (wk) - Hayley Jensen - Fran Jonas - Jess Kerr - Emma McLeod - Georgia Plimmer - Hannah Rowe - Izzy Sharp | - Chamari Athapaththu (K) - Nilakshi de Silva - Kavisha Dilhari - Imesha Dulani - Vishmi Gunaratne - Achini Kulasuriya - Sugandika Kumari - Manudi Nanayakkara - Sachini Nisansala - Kaushini Nuthyangana (wk) - Udeshika Prabodhani - Inoshi Priyadharshani - Harshitha Samarawickrama - Anushka Sanjeewani (wk) - Rashmika Sewwandi - Chethana Vimukthi | - Suzie Bates (K) - Eden Carson - Flora Devonshire - Izzy Gaze (wk) - Maddy Green - Brooke Halliday - Bree Illing - Polly Inglis (wk) - Bella James (wk) - Hayley Jensen - Fran Jonas - Jess Kerr - Rosemary Mair - Emma McLeod - Georgia Plimmer - Izzy Sharp | - Chamari Athapaththu (K) - Nilakshi de Silva - Kavisha Dilhari - Imesha Dulani - Vishmi Gunaratne - Achini Kulasuriya - Sugandika Kumari - Manudi Nanayakkara - Sachini Nisansala - Kaushini Nuthyangana (wk) - Udeshika Prabodhani - Inoshi Priyadharshani - Harshitha Samarawickrama - Anushka Sanjeewani (wk) - Rashmika Sewwandi - Chethana Vimukthi |

## Women’s One-Day Internationals

### Erstes WODI in Napier
| 4. März Scorecard | Napier | Sri Lanka 147-5 (36.4) | – | Neuseeland |
|                   |        | No Result              |   |            |

Neuseeland gewann den Münzwurf und entschied sich als Feldmannschaft zu beginnen. Das Spiel wurde auf Grund von Regenfällen abgesagt.

### Zweites WODI in Nelson
| 7. März Scorecard | Nelson | Neuseeland 245-7 (50)          | – | Sri Lanka 167 (46.4) |
|                   |        | Neuseeland gewinnt mit 78 Runs |   |                      |

Neuseeland gewann den Münzwurf und entschied sich als Schlagmannschaft zu beginnen. Als Spielerin des Spiels wurde Maddy Green ausgezeichnet.

### Drittes WODI in Nelson
| 9. März Scorecard | Nelson | Neuseeland 280-6 (50)          | – | Sri Lanka 182 (50) |
|                   |        | Neuseeland gewinnt mit 98 Runs |   |                    |

Neuseeland gewann den Münzwurf und entschied sich als Schlagmannschaft zu beginnen. Als Spielerin des Spiels wurde Georgia Plimmer ausgezeichnet.

## Women’s Twenty20 Internationals

### Erstes WTwenty20 in Christchurch
| 14. März Scorecard | Christchurch (HO) | Neuseeland 101 (18.5)           | – | Sri Lanka 102-3 (14.1) |
|                    |                   | Sri Lanka gewinnt mit 7 Wickets |   |                        |

Neuseeland gewann den Münzwurf und entschied sich als Schlagmannschaft zu beginnen. Als Spielerin des Spiels wurde Malki Madara ausgezeichnet.

### Zweites WTwenty20 in Christchurch
| 16. März Scorecard | Christchurch (HO) | Sri Lanka 113-7 (20)             | – | Neuseeland 117-3 (18.3) |
|                    |                   | Neuseeland gewinnt mit 7 Wickets |   |                         |

Neuseeland gewann den Münzwurf und entschied sich als Feldmannschaft zu beginnen. Als Spielerin des Spiels wurde Suzie Bates ausgezeichnet.

### Drittes WTwenty20 in Dunedin
| 18. März Scorecard | Dunedin | Neuseeland 101-3 (14.1/15) | – | Sri Lanka |
|                    |         | No Result                  |   |           |

Sri Lanka gewann den Münzwurf und entschied sich als Feldmannschaft zu beginnen. Das Spiel wurde auf Grund von Regenfällen abgesagt.

## Auszeichnungen

### Player of the Series
Als Player of the Series wurden der folgende Spieler ausgezeichnet.
| Serie | Player of the Series |
| ----- | -------------------- |
| WODI  | Maddy Green          |
| WT20  | Chamari Athapaththu  |

### Player of the Match
Als Player of the Match wurden die folgenden Spielerinnen ausgezeichnet.
| Spiel   | Player of the Match |
| ------- | ------------------- |
| 1. WODI | –                   |
| 2. WODI | Maddy Green         |
| 3. WODI | Georgia Plimmer     |
| 1. WT20 | Malki Madara        |
| 2. WT20 | Suzie Bates         |
| 3. WT20 | –                   |